# Nguyễn Phúc Miên Lương
Nguyễn Phúc Miên Lương (chữ Hán: 阮福綿㝗; 27 tháng 2 năm 1826 – 24 tháng 8 năm 1863), tước phong Sơn Tĩnh Quận công (山靜郡公), là một hoàng tử con vua Minh Mạng nhà Nguyễn trong lịch sử Việt Nam.

## Tiểu sử
Hoàng tử Miên Lương sinh ngày 21 tháng 1 (âm lịch) năm Bính Tuất (1826), là con trai thứ 31 của vua Minh Mạng, mẹ là Ngũ giai Lệ tần Nguyễn Thị Thúy Trúc. Ông là người con đầu lòng của bà Lệ tần. Miên Lương tính tình điềm đạm, là người có học hạnh.
Năm Minh Mạng thứ 21 (1840), ông được phong làm Sơn Tĩnh Quận công (山靜郡公). Cùng năm đó, vua cho đúc các con thú bằng vàng để ban thưởng cho các hoàng thân anh em, các hoàng tử công và hoàng tử chưa được phong tước. Quận công Miên Lương được ban cho một con giao long bằng vàng nặng 10 lạng 9 đồng cân.
Năm Thiệu Trị thứ nhất (1841), vua ban cho các hoàng đệ là Miên Thần, Miên Tể, Miên Tích, Miên Lương và Miên Tỉnh mỗi người một chiếc thuyền mui đen để dự bị khi theo hầu.
Năm Tự Đức thứ 16 (1863), Quý Hợi, ngày 11 tháng 7 (âm lịch), quận công Miên Lương qua đời, hưởng dương 38 tuổi, thụy là Hòa Hậu (和厚). Tẩm mộ của ông được táng tại làng Dương Xuân (ngày nay nằm trong khu quy hoạch Bàu Vá, thành phố Huế), còn phủ thờ lại được dựng ở trong kinh thành, sau dời về An Cựu Tây (thuộc Hương Thủy).
Quận công Miên Lương có 7 con trai và 11 con gái. Ông được ban cho bộ Vũ (雨) để đặt tên cho các con cháu trong phòng. Con trai trưởng của ông là công tử Hồng Đình, con của vợ thứ, tập phong làm Kỳ ngoại hầu (畿外侯).